# Ruch ślizgowy
Ruch ślizgowy – rodzaj ruchu lokomotorycznego występujący u niektórych organizmów jednokomórkowych i kolonijnych. Zdolne do niego są niektóre bakterie, w tym sinice, a także okrzemki, eugleniny, zielenice, krasnorosty (jednokomórkowe, np. Porphyridium cruentum, jak również zarodniki lub spermacja niektórych innych gatunków). 
Ślizganie się związane jest z wydzielaniem śluzu, który je ułatwia albo jest głównym czynnikiem je umożliwiającym, gdy komórki odpychają się przy jego pomocy od podłoża. Wydzielanie śluzu i ruch z nim związany występuje jedynie u okrzemek posiadających odpowiednią szczelinę, tj. rafę. U zielenic (desmidie, wstężnicowce) śluz wspomagający ruch ślizgowy wydzielany jest przez pory w ścianie komórkowej. W ruchu ślizgowym udział biorą również skurcze włókien cytoszkieletu i cytoplazmy, które mogą być skorelowane z pulsacyjnym wydzielaniem śluzu. U niektórych euglenin ruch ślizgowy jest skutkiem przemieszczania się pasków pelikuli, a śluz prawdopodobnie służy tylko do przymocowania komórki do podłoża, dając punkt podparcia. Ruchy ślizgowe będące następstwem zmian ciała zwanych metabolią są określane jako ruchy euglenoidalne. Wiele mechanizmów ruchu ślizgowego jest dotąd słabo zbadana.
Ruch ślizgowy może mieć charakter ruchu na wprost (np. u trzęsidłowców) lub ruchu śrubowego (np. u drgalnicowców). U organizmów jednokomórkowych może mieć charakter skokowy. Jego prędkość zwykle jest mała, ale może osiągać 20 μm/s.
Nazwa ruch ślizgowy może dotyczyć również innych typów ruchu, np. wykonywanych przez owady żyjące na powierzchni wody (m.in. nartnikowate).